# Stigmella speciosa
Stigmella speciosa é uma espécie de insetos lepidópteros, mais especificamente de traças, pertencente à família Nepticulidae.
A autoridade científica da espécie é Frey, tendo sido descrita no ano de 1858.
Trata-se de uma espécie presente no território português.